# Kościół w Víðimýri
Kościół w Víðimýri (isl. Víðimýrarkirkja) – kryta darnią świątynia z XIX wieku, znajdująca się we wsi Víðimýri, w pobliżu Varmahlíð w północnej Islandii. Jest jednym z pięciu ocalałych na Islandii kościołów krytych darnią. Dzięki zachowaniu pierwotnej konstrukcji uważana jest za najcenniejszy obiekt XIX-wiecznej architektury islandzkiej. Kościół znajduje się pod opieką Narodowego Muzeum Islandii i został zgłoszony do wpisania na listę światowego dziedzictwa UNESCO.

## Historia
We wczesnym średniowieczu w Viðimýri znajdowała się farma rodu Ásbirningar, uznawanego za jeden spośród kilku najpotężniejszych rodów islandzkich; jego przedstawiciele mieli duży wpływ na losy średniowiecznej Islandii w okresie powstawania sag. Z pewnością już w XII wieku istniał tam kościół poświęcony Matce Boskiej i św. Piotrowi.
Obecna świątynia została wybudowana w 1834 roku. Dzięki zachowanym źródłom pisanym możliwe było wybudowanie kościoła o wyglądzie zbliżonym do brył trzech świątyń, które stały w Víðimýri począwszy od 1661 roku. Budowla od czasu powstania przeszła jedynie drobne prace konserwacyjne polegające na wymianie kilku desek.
W 1936 roku kościół w Víðimýri został wykupiony przez państwo islandzkie. Obecnie jest chroniony i utrzymywany przez Narodowe Muzeum Islandii. Nadal pełni również funkcję sakralną jako czynna świątynia parafialna luterańskiego Narodowego Kościoła Islandii dla około 180 wiernych mieszkających w najbliższej okolicy.

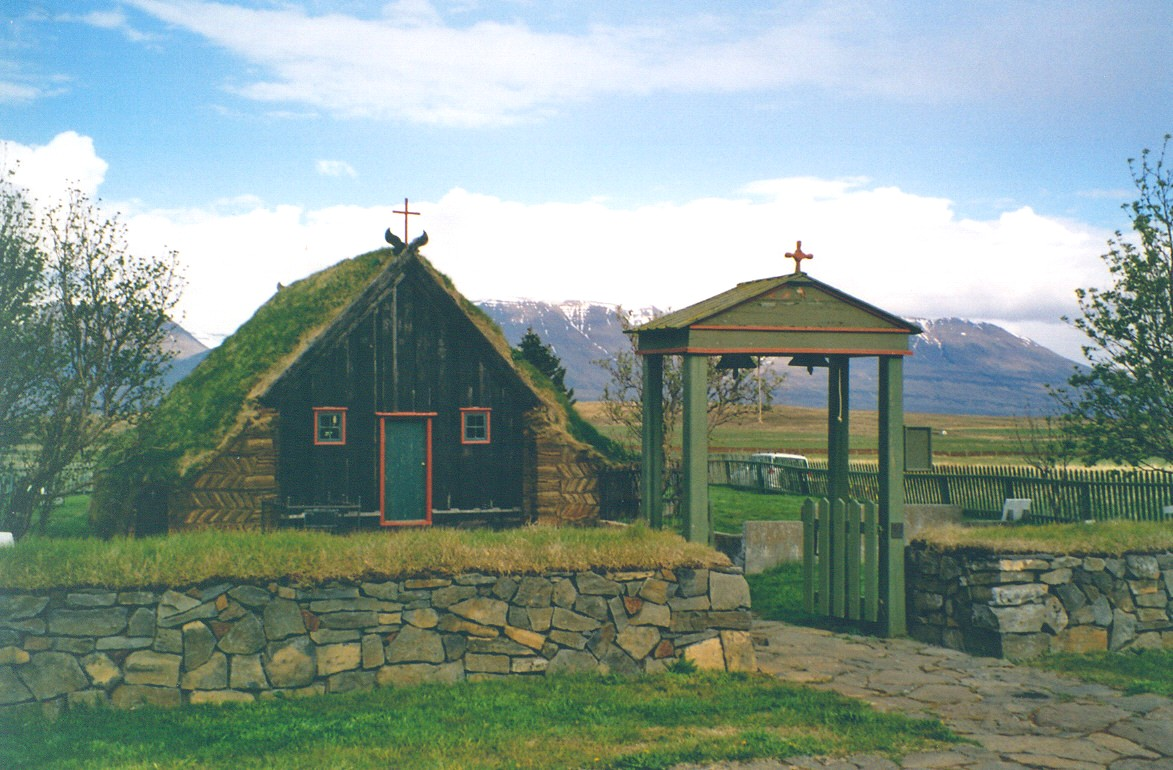
Víðimýrarkirkja

## Architektura
Kościół zbudowany jest z drewna, kamieni i darni. Wewnętrzne ściany kościoła zbudowane są z drewna. Wysokość świątyni sięga 4,28 m. Do północnej i południowej ściany wewnętrznej przylegają zewnętrzne ochronne ściany wykonane z nakładanych na siebie warstw darni połączonych z wypełnieniem kamiennym. Łączna ich grubość przekracza dwa metry. Pełnią one rolę izolacji termicznej. Dach również pokryty jest ochronną warstwą darni. Ściana szczytowa oraz ściany wschodnia i zachodnia wykonane są z drewna.
Wnętrze świątyni dzieli się na nawę i niewiele mniejsze prezbiterium. Części te są rozdzielone przez drewniane lektorium. W centralnej części nawy znajduje się przejście, a po obu stronach umieszczono po 8 rzędów ławek. Dodatkowe dwa rzędy znajdują się za lektorium, wewnątrz prezbiterium. Zgodnie z tradycją miejsca dla kobiet umieszczono po północnej stronie, zaś mężczyźni zajmowali południową część świątyni. Miejsca w pobliżu ołtarza przeznaczone były dla najzamożniejszych wiernych, zaś ubożsi mogli zajmować jedynie dalsze miejsca. W kościele zachowały się elementy wyposażenia sprzed okresu powstania kościoła. Ambona pochodzi z wcześniejszej świątyni stojącej w tym samym miejscu. Ołtarz został wykonany w Danii w 1616 roku.
Kościół wyróżnia się bogatymi zdobieniami elementów drewnianych. Konstrukcja kościoła świadczy o posiadanej przez islandzkich budowniczych umiejętności wznoszenia budowli z jak najmniejszym zużyciem drewna, która była koniecznością w kraju doświadczającym nieustannie dotkliwych braków tego surowca. Podobnie jak w przypadku większości kościołów na Islandii, do budowy świątyni w Víðimýri wykorzystano drewno wyrzucone na brzeg przez morskie fale. Darń wykorzystana przy budowie pochodzi z okolicznych pól.
Świątynię otacza drewniane ogrodzenie. Jedyne wejście na teren kościelny prowadzi przez drewnianą bramę, w której zawieszono dwa dzwony. Kościół nie posiada oddzielnej dzwonnicy.